# Кліменії
Кліменіі (лат. Clymeniida) — вимерлий ряд головоногих молюсків надряду амонітів, який налічує близько 30 родів. Кліменії існували протягом дуже нетривалого часу (за мірками періодів історії Землі) в кінці девонського періоду.
Мали згорнуту в плоску спіраль раковину, більш молоді обороти якої тільки прилягали до більш давніх, а не охоплювали їх, як у інших амонітів; сифон раковини у них прилягав до спинної сторони, а не до черевної. Внутрішність раковини розділена поперечними перегородками на окремі камери; через всі камери, крім зовнішньої, в якій містилося тварина, проходить сифональна трубка на середині внутрішньої сторони кожної камери; місце прикріплення поперечних перегородок до стінок раковини позначається сутурною лінією, яка є хвилясто-вигнутою. Розміри раковин даних молюсків варіюються від 1 до 50 смв. Є важливими керівними копалинами, їх скам'янілості виявлені в Європі і Північній Африці.

## Таксономія
Clymeniida
- Підряд Clymeniina Hyatt, 1884
  - Надродина Clymeniaceae Edwards, 1849
    - Родина Clymeniidae Edwards, 1849
      - Рід Aktuboclymenia Bogoslovsky, 1979
      - Рід Clymenia Münster, 1834

    - Родина Kosmoclymeniidae Korn and Price, 1987
      -         - Надродина Kosmoclymeniinae Korn and Price, 1987
          - Рід Kosmoclymenia Schindewolf, 1949
          - Рід Linguaclymenia Korn and Price, 1987
          - Рід Lissoclymenia Korn and Price, 1987
          - Рід Muessenbiaergia Korn and Price, 1987

        - Підродина Rodeckiinae Korn 2002
          - Рід Franconiclymenia Korn and Price, 1987
          - Рід Protoxyclymenia Schindewolf, 1923
          - Рід Rodeckia Korn, 2002

  - Надродина Gonioclymeniaceae Hyatt, 1884
    - Родина Costaclymeniidae Ruzhencev, 1957
      - Рід Costaclymenia  Schindewolf, 1920
      - Рід Endosiphonites Ansted, 1838

    - Родина Gonioclymeniidae Hyatt, 1884
      - Рід Finiclymenia Price and Korn 1989
      - Рід Gonioclymenia Sepkoski, Jr., 2002
      - Рід Kalloclymenia Wedekind, 1914
      - Рід Leviclymenia Korn, 2002
      - Рід Mesoclymenia Bogoslovsky, 1981

    - Родина Sellaclymeniidae Schindewolf, 1923
      - Рід Sellaclymenia Sepkoski, Jr., 2002

    - Родина Sphenoclymeniidae Korn, 1992
      - Рід Medioclymenia Korn, 2002
      - Рід Sphenoclymenia Schindewolf, 1920

  - Надродина Platyclymeniaceae Wedekind, 1914
    - Родина Glatziellidae Schindewolf, 1928
      - Рід Glatziella Renz, 1914
      - Рід Liroclymenia Czarnocki, 1989
      - Рід Postglatziella Schindewolf, 1937
      - Рід Soliclymenia Schindewolf, 1937

    - Родина Piriclymeniidae Korn, 1992
      - Рід Ornatoclymenia Bogoslovsky, 1979
      - Рід Piriclymenia Schindewolf, 1937
      - Рід Sulcoclymenia Schindewolf, 1923

    - Родина Platyclymeniidae Wedekind, 1914
      -         - Підродина Nodosoclymeniinae Korn, 2002
          - Рід Czarnoclymenia Korn, 1999
          - Рід Nodosoclymenia Czarnocki, 1989
          - Рід Stenoclymenia Lange, 1929

        - Підродина Platyclymeniinae Wedekind, 1914
          - Рід Fasciclymenia Korn and Price, 1987
          - Рід Platyclymenia Sepkoski, Jr., 2002
          - Рід Progonioclymenia Schindewolf, 1937
          - Рід Spinoclymenia Bogoslovsky, 1962
          - Рід Trigonoclymenia Schindewolf, 1934
          - Рід Varioclymenia Wedekind, 1908

        - Підродина Pleuroclymeniinae Korn, 2002
          - Рід Borisiclymenia Korn, 2002
          - Рід Nanoclymenia Korn, 2002
          - Рід Pleuroclymenia Schindewolf, 1934
          - Рід Trochoclymenia Schindewolf, 1926

  - Надродина Wocklumeriaceae Schindewolf, 1937
    - Родина Parawocklumeriidae Schindewolf, 1937
      - Рід Kamptoclymenia Schindewolf, 1937
      - Рід Parawocklumeria Schindewolf, 1926
      - Рід Tardewocklumeria Becker, 2000
      - Рід Triaclymenia Schindewolf, 1937

    - Родина Wocklumeriidae Schindewolf, 1937
      - Рід Epiwocklumeria Schindewolf, 1937
      - Рід Kielcensia Czarnocki, 1989
      - Рід Synwocklumeria Librovitch, 1957
      - Рід Wocklumeria Wedekind, 1918
- Підряд Cyrtoclymeniina Korn, 2002
  - Надродина Biloclymeniaceae Bogoslovsky, 1955
    - Родина Biloclymeniidae Bogoslovsky, 1955
      - Рід Biloclymenia Schindewolf, 1923
      - Рід Dimeroclymenia Czarnocki, 1989
      - Рід Kiaclymenia Bogoslovsky, 1965
      - Рід Rhiphaeoclymenia Bogoslovsky, 1965

    - Родина Pachyclymeniidae Korn, 1992
      - Рід Pachyclymenia Schindewolf, 1937
      - Рід Uraloclymenia Bogoslovsky, 1977

  - Надродина Cyrtoclymeniaceae Hyatt, 1884
    - Родина Carinoclymeniidae Bogoslovsky, 1975
      - Рід Acriclymenia Bogoslovsky, 1975
      - Рід Carinoclymenia Bogoslovsky, 1965
      - Рід Karaclymenia Bogoslovsky, 1983
      - Рід Pinacoclymenia Bogoslovsky, 1975

    - Родина Cymaclymeniidae Hyatt 1884
      -         - Підродина Cymaclymeniinae Hyatt, 1884
          - Рід Cymaclymenia Sepkoski, Jr., 2002
          - Рід Laganoclymenia Bogoslovsky, 1979
          - Рід Procymaclymenia Korn, 2002
          - Рід Rodachia Korn, 2002

        - Підродина Genuclymeniinae Korn, 2002
          - Рід Flexiclymenia Czarnocki, 1989
          - Рід Genuclymenia Wedekind, 1908
          - Рід Siekluckia Czarnocki, 1989

    - Родина Cyrtoclymeniidae Hyatt, 1884
      - Рід Cyrtoclymenia Sepkoski, Jr., 2002
      - Рід Hexaclymenia Schindewolf, 1923
      - Рід Praeflexiclymenia Czarnocki, 1989
      - Рід Pricella Korn, 1991
      - Рід Protactoclymenia Wedekind, 1908

    - Родина Rectoclymeniidae Schindewolf, 1923
      - Рід Cteroclymenia Bogoslovsky, 1979
      - Рід Falciclymenia Schindewolf, 1923
      - Рід Karadzharia Korn, 2002
      - Рід Rectoclymenia Wedekind, 1908
- Підряд Incertae sedis
  - Рід Borkinia
  - Рід Gyroclymenia
  - Рід Kazakhoclymenia
  - Рід Miroclymenia
  - Рід Schizoclymenia

## Ресурси Інтернету
- ~ Книги / Вікіпедія / Кліменії / Стаття в БСЭ. [Архівовано 20 серпня 2013 у Wayback Machine.]